# Escola d'Art el Pasteral
Escola d'Art el Pasteral és una antiga estació de tren habilitada com escola d'art de la Cellera de Ter (Selva) protegida com a Bé Cultural d'Interès Local.

## Descripció
Edifici aïllat i trapezoïdal de dues plantes i coberta de quatre vessants. Està format per l'edifici, els antics lavabos i uns patis o recintes amb petits murs circumdants. Consta de tres crugies a la banda occidental i oriental, dues a la part meridional i una a la part septentrional. Les crugies dels costats més llargs i els angles estan remarcats amb fileres de rajol verticals amb decoració dentada o emmerletada.
La planta baixa consta d'un sòcol de còdols rierencs d'un metre d'alçada i un fris de rajola amb doble filera. Els rebedors de totes les portes tenen un sector diferenciat amb adoquins. Totes les obertures són allargades, rectangulars, amb llinda lleugerament arquejada i emmarcades de rajol. A la part sud hi ha l'escala que permet l'accés al pis superior. Un fris de doble filera de rajoles, una d'elles dentada o en punta de diamant, separa els dos pisos.
El primer pis està format per diverses finestres amb trencadís ceràmic de color grana als ampits. El ràfec és de cinc fileres, amb fileres de rajola plana i dentada i una de teula girada. L'edifici està culminat amb una xemeneia quadrada coberta a quatre vessants i amb obertura romboïdal.
L'edifici destinat originalment a lavabos està cobert a dues aigües i embigat de fusta. L'exterior està arrebossat a imitació de rajoles. Té vàries finestres horitzontals amb gelosies.

## Història
Aquesta era l'antiga estació del tren de la línia que unia Olot amb Sant Feliu de Guíxols. Després de l'electricitat, el tren d'Olot va ser la innovació tecnològica més important que varen veure les comarques del Gironès, la Selva i la Garrotxa a principis del segle xx. La posada en marxa d'aquell negoci ferroviari suposava la modernització del transport, que oferia molta més rapidesa i capacitat de càrrega que no pas el tradicional sistema de les tartanes i els carros. La inauguració del recorregut total que feia el nou transport ferroviari entre Girona i Olot va tenir lloc el 14 de desembre de 1911, encara que el tram d'Amer a Salt el 1895 ja funcionava.
El maig de 1891, després de constituir-se a Londres la societat The Olot & Girona Railway Comany Ltd., es van començar les obres del primer tram, el d'Anglès a Amer, passant per la Cellera (on també existia una parada del tren, actualment inexistent) i el Pasteral.
La línia de Ferrocarril de Via Estrecha (FEVE) va funcionar fins al 1969.
Actualment és l'Escola Municipal d'Art de la Cellera. Aquesta fou iniciativa de vàries persones interessades en l'art i l'estudi artístic, com en Ramon Ripoll, en Lluís Sarsanedas, el pintor Tomàs Vilà (Veure la fitxa corresponent al Mas de Can Moner, La Cellera de Ter, Selva), la regidora de cultura del moment, Antonieta Bosch, i el rector Emili Bohigas. L'escola es traslladà de les antigues escoles (actual Ajuntament) a l'estació del Pasteral durant el curs 1986-1987. Aquesta escola ha tingut un ressò i una funció formativa comarcal i hi han passat rellevants noms dels professionals i artistes del panorama actual a la província de Girona.